# Groene amarant
De groene amarant (Amaranthus hybridus) is een plant uit de amarantenfamilie (Amaranthaceae).

## Ondersoorten
- Basterdamarant (Amaranthus hybridus subsp. hybridus)
- Franse amarant (Amaranthus hybridus subsp. bouchonii)